# Estación Santa Lucía (Corrientes)
Santa Lucía es una estación de ferrocarril ubicada en la localidad homónima del  Departamento Lavalle en la Provincia de Corrientes, República Argentina. 

## Servicios
Se encuentra precedida por la Estación Isabel Victoria y le sigue la Estación Gobernador Juan E. Martínez.